# Ha-Xomer

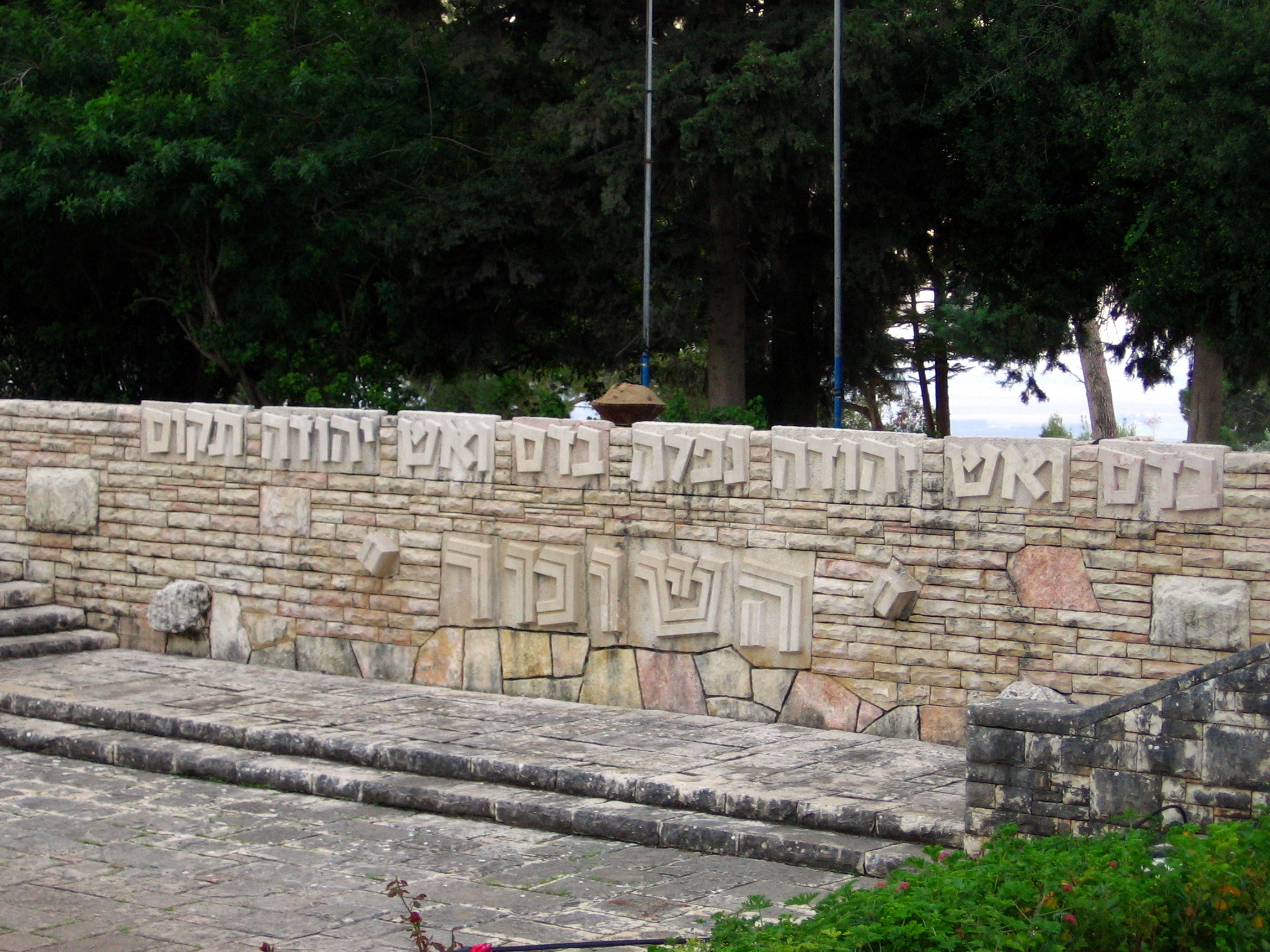
Lema de Hashomer en el Cementiri de Tel Chai: "A sang i foc la Judea va caure, a sang i foc la Judea s'aixecarà una altra vegada."

Ha-Xomer (en hebreu: השומר, El vigilant) va ser una organització de defensa jueva de la Terra d'Israel creada durant la dominació de l'Imperi Otomà, fundada a partir d'una organització anomenada Bar Giora a l'abril de 1909. Va deixar de funcionar després de la fundació de la Haganà l'any 1920. El propòsit de ha-Xomer era proporcionar protecció als assentaments jueus del Yixuv, alliberant a les comunitats jueves de la dependència dels soldats estrangers i dels guàrdies de seguretat àrabs i otomans. Va ser dirigida per un comitè de tres persones; Yisrael Xohat, Yisrael Guiladí i Méndel Portugalí.

## Història

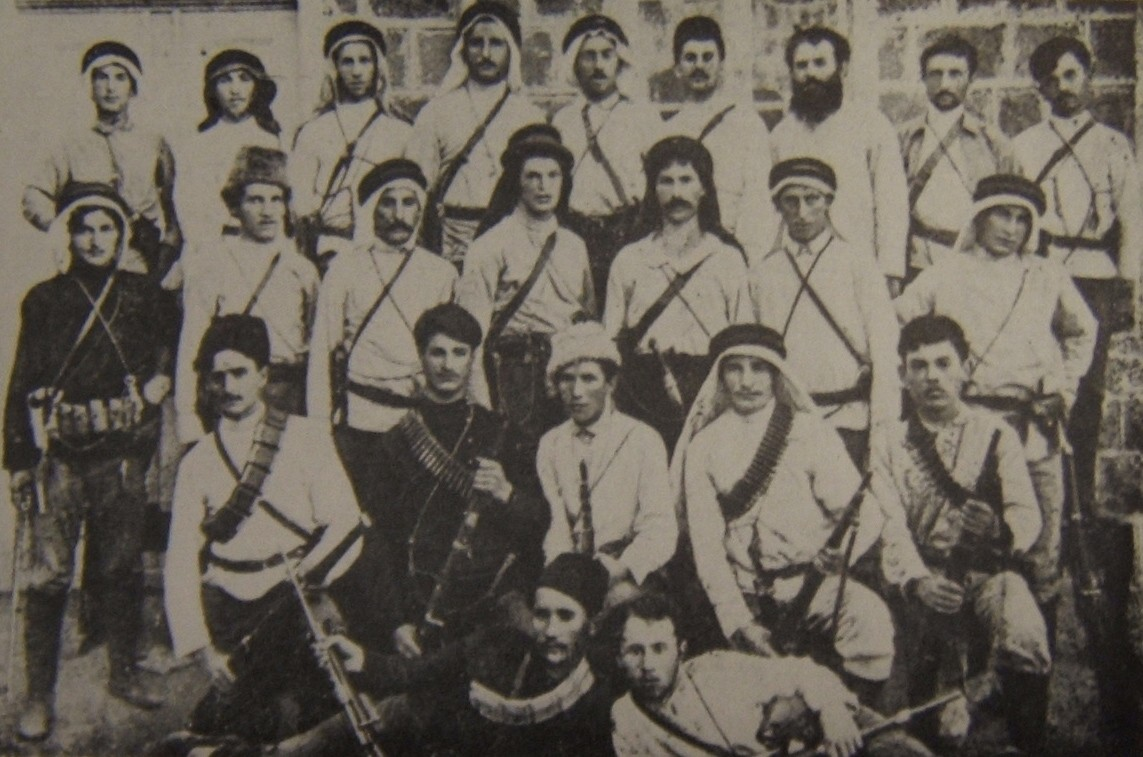
Membres de Hashomer en 1909.

Ha-Xomer va ser originat per sionistes socialistes, en la seva majoria membres de Poalé Tsiyyon, incloent a Yisrael Xohat, Manya Xohat, Yitshaq ben Tseví i l'esposa d'aquest, Rachel Yanait, alguns d'ells havien format anteriorment una petita societat secreta anomenada la guàrdia de Bar Giora, que protegia la comunitat de Xajara (Ilaniyya) i Mes'ha (Kefar Tavor). Mentre que prèviament els colons s'havien compromès a defensar les seves terres i comunitats, ha-Xomer va ser el primer intent de proporcionar una defensa organitzada de totes les comunitats jueves en Erets YIsrael. Un seriós obstacle va ser la falta de fons per comprar armes. Amb assessorament de Yehoixua Hankin, van consultar a Eliyyahu Krause, intendent de Xajara, que els prestés els diners. Les primeres armes van ser comprades. Com a lema van optar per una línia del poema de Yaaqov Cohen, "ha-biryonim": "A sang i foc la Judea va caure, a sang i foc la Judea s'aixecarà una altra vegada".
Van adoptar vestimenta local i moltes dels costums dels beduïns, drusos i circasians. També es van inspirar en la història dels cosacs. Els primers "xomrim" (guàrdies), van treballar a peu, però aviat van adquirir cavalls, la qual cosa va augmentar enormement la seva eficàcia. Méndel Portugalí va establir les normes per entaular combat.
"No busqui una confrontació amb el lladre, espanti-ho, i només quan no tingui una altra opció, realitzi un tret. Després de tot, ell va ser a robar un sac de grans, no a matar-li, per tant no el mat, ell s'allunyarà. No dormi durant la nit. Si vostè sent passos, dispari a distància. Si vostè considera que està a pocs passos de distància i pot disparar sense atacar-te, foc a distància. Només si la seva vida està en perill… dispari."
Les armes utilitzades eren les mateixes que la de la gent del lloc, incloent el "jift", una escopeta simple o de doble canó, la "yunani" i el "osmanli" mosquetes d'un sol tir, fusells i diferents pistoles Mauser. Els moderns fusells, coneguts com a "Abu-hamsa" (pare de cinc), van ser els de major prestigi, i eren utilitzats per al robatori pels àrabs. El "shibriyeh" (daga àrab) i el "nabut" (garrot o maça) eren portats per tots. Les municions eres cares i difícils de trobar, per tant es van establir centres de producció de manera primitiva.
Ha-Xomer va tenir èxit en la protecció dels assentaments en tot el país, encara que de vegades va despertar la ira dels vigilants àrabs que han perdut els seus llocs de treball i dels lladres, i també va irritar a la població àrab per les incursions de represàlia. Alguns dels antics pobladors del yixuv també estaven preocupats que el ha-Xomer pogués interferir en el canvi de situació amb la població local.
Durant la Primera Guerra Mundial l'organització va sofrir l'assetjament per part de la dominació otomana. Molts dels seus membres van ser deportats a Anatolia, uns altres es van veure obligats a ocultar-se i inclusivament alguns d'ells van ser executats. La major part de l'armament de l'organització va ser confiscada. El grup no obstant això, va sobreviure.
En 1920 es va decidir organitzar l'Haganà, un grup molt més ampli, basat per fer front a nous desafiaments de defensa i les necessitats de la creixent comunitat del yishuv. Molts membres del ha-Xomer es van unir a la Legió Jueva, mentre que uns altres es van unir a la policia muntada, exercint un paper destacat en la defensa de Tel Hai i Jerusalem durant el pogrom de Jerusalem en 1920 i els disturbis de Jaffa de 1921.
Al juny de 1920 ha-Xomer va deixar d'existir com un cos separat. Els seus membres, no obstant això, van mantenir el contacte i van fer una important contribució a la defensa del yixuv.
A més del seu rol com a vigilants dels assentaments jueus al país, els membres de Ha-Xomer van establir una sèrie d'assentaments propis, incloent Tel Adaixim, Tel Hai i Kefar Guiladi.

## Membres destacats
- Israel Shochat - Un dels fundadors i líder del moviment.
- Manya Shochat - Alma mater de l'els kibutzim a Israel.
- Yitshaq ben Tseví - Segon President d'Israel va ser inspirador per a la fundació del moviment.
- Alexander Zaid - Fundador.
- Mendel Portugali - Fundador.
- Israel Giladi - Fundador.
- Yehezqel Nissanov - Fundador.
- Eliyahu Golomb - Un dels més importants líders de la Haganá.
- Haim Sturman -
- Pinhas Sneerson -
- Avraham Yosef Berl - Primera víctima en el moviment.